# Kjusjur
Kjusjur è una cittadina della Russia siberiana nordorientale, situata nella Repubblica autonoma della Sacha-Jacuzia; appartiene amministrativamente all'ulus Bulunskij.
Sorge nella parte settentrionale della Repubblica jacuta, non lontano dalle coste artiche (mare di Laptev), lungo il basso corso del fiume Lena (sponda destra). 
Le basi economiche di Kjusjur e dei suoi dintorni sono la pesca e l'allevamento delle renne; la cittadina è inoltre un porto fluviale sulla Lena.
Kjusjur venne fondata nel 1924.